# Arenaria (ocell)
Arenaria és un gènere d'ocells de la família dels escolopàcids (Scolopacidae).

## Taxonomia
S'han descrit dues espècies:
- remena-rocs comú (Arenaria interpres).
- remena-rocs fosc (Arenaria melanocephala).

## Particularitats
N'hi ha dues espècies. Es coneixen amb els noms de "picaplatges" o "remena-rocs". L'últim nom és una traducció de llur nom anglès turnstone.